# Chloramfenikol
Chloramfenikol (chloromycetyna, detreomycyna) – antybiotyk o działaniu bakteriostatycznym wobec szeregu bakterii G- i G+, a także riketsji, mykoplazm, chlamydii i innych. Pierwotnie wyizolowany w 1947 roku przez Paula Burkholdera i współpracowników z produktów Gram-dodatnich bakterii Streptomyces venezuelae. Można go również uzyskać syntetycznie.
Mechanizm działania detreomycyny polega na hamowaniu syntezy białek bakteryjnych poprzez:
- wiązanie się z podjednostką 50S rybosomu i blokowanie w nim miejsca A;
- blokowaniu peptydotransferazy – enzymu odpowiedzialnego za tworzenie nowych wiązań peptydowych w syntetyzowanym białku;
- uniemożliwianie uwalniania się zsyntetyzowanego oligopeptydu z kompleksu z rybosomem.

Chloramfenikol dość trudno rozpuszcza się w wodzie i tworzy roztwory o gorzkim smaku. Z tego względu w lecznictwie poza chloramfenikolem stosuje się jego estry, pozbawione gorzkiego smaku. Estry chloramfenikolu są prolekami. Lek staje się aktywny dopiero po biotransformacji do macierzystego antybiotyku, zachodzącej w układzie pokarmowym.
Chloramfenikol jest cennym lekiem, jednak ze względu na poważne działania niepożądane w postaci ogólnej jest stosowany tylko wyjątkowo, w wypadku zagrażających życiu zakażeń wrażliwymi na ten antybiotyk drobnoustrojami. Toksyczność chloramfenikolu jest wynikiem działania produktów jego metabolizmu na DNA pacjenta. Produkty te powodują zaburzenia struktury DNA i mogą przerywać ciągłość jego nici.
Zwykle jest stosowany miejscowo w zakażeniach skóry, oka i ucha, w postaci kropli, maści lub zawiesiny. Popularnie stosowana 1–2% maść detreomycynowa zawiera jako składnik czynny właśnie chloramfenikol.
Stosowany w wybranych przypadkach duru brzusznego, zagrażających życiu zakażeń Haemophilus influenzae, riketsjoz, brucelozy, tularemii, dżumy oraz ciężkich zakażeń bakteriami beztlenowymi, a także
gruźlicy, tyfusu plamistego, paratyfusu, kokluszu i czerwonki (dyzenteria), często razem ze streptomycyną.
Jest to jeden z niewielu występujących w organizmach żywych związków nitrowych, jakie dotąd udało się odkryć. Ze względu na stereotyp, że związki nitrowe nie występują naturalnie, dość długo nie chciano przyjąć tego faktu do wiadomości, jednak badania rentgenograficzne dostarczyły przekonujących dowodów.